# Section d’éducation spécialisée
 (mai 2021).
Les sections d'éducation spécialisée (SES) sont créées en France en 1965 pour la scolarisation des enfants inadaptés en collège d'enseignement secondaire (CES). Elles assuraient la continuité des classes de perfectionnement, instituées en école élémentaire. Elles seront renommées sections d'enseignement général et professionnel adapté (SEGPA) en 1989.

## Historique
La première évocation des sections d'éducation spécialisée est faite en 1965, pour un ensemble de classes, de la 6e à la 3e, destinées aux enfants déficients sensoriels et infirmes moteurs. Ces classes devaient être organisées dans un CES sur 4 (de type normaux) de 600 élèves, soit en zone urbaine d’au moins 150 000 à 200 000 habitants. C’est le prolongement de la scolarité obligatoire qui conduit à créer les sections d’éducation spécialisée à partir de 1967 pour offrir aux élèves des classes de perfectionnement une poursuite d’études vers une formation professionnelle.
En 1967, sont précisées les conditions d’ouverture et de fonctionnement des SES, et rendent ces classes plus spécialisées aux élèves déficients intellectuels légers des deux sexes.
Les sections d’éducation spécialisée sont transformées en sections d’enseignement général et professionnel adapté à partir de 1996.

## Organisation et fonctionnement
Les sections d'éducation spécialisée accueillaient 90 élèves (ce nombre est porté à 96 par la circulaire du 28 mai 1971), répartis en groupe de quinze élèves (puis seize) en fonction de leur âge et de leur niveau (12/13 ans, 13/14 ans, 14/15 ans).
Elles assuraient un enseignement général ainsi qu'une formation pré-professionnelle (pour les élèves de moins de 14 ans) à professionnelle (pour les élèves de plus de 14 ans), assurant ainsi une spécialisation plus ou moins étendue de l'élève à sa sortie.

## Programmes et projets
La formation des élèves de moins de 14 ans comprenait, pour vingt-six heures de cours par semaine :
- de la lecture et de l'élocution ;
- du calcul et des notions de base en mathématiques ;
- de la biologie ;
- une formation morale et civique ;
- des notions de code la route ;
- une initiation esthétique ;
- des travaux manuels ;
- de l'éducation physique ;
- ainsi que des activités de plein air.

Une institutrice fournissait les premiers éléments d'enseignement ménager et de couture aux jeunes filles.
La formation des élèves de plus de 14 ans comprenait, pour vingt-huit heures de cours par semaine :
- de l'expression ;
- du calcul et des notions de base en mathématiques appliquées aux travaux d'atelier ;
- une préparation à la vie sociale et professionnelle ;
- du dessin normalisé ;
- de la technologie ;
- de l'analyse de fabrication ;
- de l'éducation physique ;
- ainsi que des activités de plein air.

L'enseignement général était assuré par des instituteurs spécialisés titulaires du Certificat d'aptitude à l'éducation des enfants et adolescents déficients ou inadaptés (CAEI) ou du Certificat d'aptitude à l'enseignement des enfants arriérés (CAEA), puis à partir de 1990, par des instituteurs spécialisés titulaires du certificat d'aptitude pédagogique aux actions pédagogiques spécialisées d'adaptation et d'intégration scolaires (CAPSAIS) option F, à partir de 2005 par des professeurs des écoles titulaires du CAPA-SH option F et enfin depuis 2017 par des  professeurs des écoles, titulaires du CAPPEI.
L'enseignement professionnel est assuré par des professeurs techniques adjoints de collèges d'enseignement technique.
Le recrutement des élèves était assuré par la Commission médico-pédagogique départementale après proposition des commissions médico-pédagogiques de circonscription. Il privilégiait les élèves déficients intellectuels légers (QI compris en principe entre 65 et 80) mais était également possible après examen de l'enfant.

## Statistiques
122 SES accueillaient, en France métropolitaine, 6 533 élèves (2 976 filles et 3 557 garçons), à la rentrée scolaire 1968-1969.
1 427 SES scolarisaient 112 424 élèves (47 626 filles et 64 798 garçons) à la rentrée 1985-1986, avec de fortes disparités d'implantation à la fois dans le temps et territoriales.
L'étude des origines des élèves de SES indique que :
- plus de la moitié des effectifs correspond à des enfants d'ouvriers et plus de 20 % sont des enfants d'inactifs,
- près de la moitié sont issus de familles nombreuses (+ de 5 enfants)
- 65 % ont été scolarisés en classe de perfectionnement
- les élèves d'origine étrangère sont deux à trois fois sur-représentés dans les SES par rapport aux effectifs de premier cycle,.